# الدوري البرتغالي الدرجة الثانية 2000–01
الدوري البرتغالي الدرجة الثانية 2000–01 هو موسم من الدوري البرتغالي الدرجة الثانية. فاز فيه موريرينسي.